# It's Better If You Don't Understand
It's Better If You Don't Understand este primul extended play (EP) și materialul de debut lansat de cântărețul și producătorul american Bruno Mars, la 11 mai 2010, în format digital. Titlul EP-ului provine de la ultimul vers al piesei „The Other Side”, singurul single promovat, lansat în iulie 2010. Toate cântecele din It's Better Id You Don't Understand au fost mai apoi incluse în albumul de debut al lui Mars, Doo-Wops & Hooligans. EP-ul a atins poziția 99 în Billboard 200, și poziția 97 în UK Albums Chart.

## Promovare
„The Other Side” a fost lansat ca unicul single de pe EP în iulie 2010. La interpretarea piesei contribuie și rapperii din Atlanta, Cee Lo Green și B.o.B. Videoclipul a fost regizat de Nick Bilardello și Cameron Duddy, și a avut premiera pe situl oficial MTV, pe data de 23 august 2010. „The Other Side”, „Count on Me” și „Talking to the Moon” au fost incluse mai apoi pe ediția standard a albumului de debut al lui Mars, Doo-Wops & Hooligans, în timp ce „Somewhere in Brooklyn” a fost inclus ca piesă bonus pe ediția deluxe a albumului. Cântecul s-a aflat, de asemenea, și pe setlist-ul turneului Doo-Wops & Hooligans.

## Recepție

### Recepție critică
Bill Lamb de la About.com a complimentat EP-ul, spunând că piesele „cuprind o varietate de plăcere pop” și „...n-ar trebui să lipsească de la radio”. David Jeffres de la Allmusic i-a acordat, de asemenea, o recenzie pozitivă, declârand că EP-ul este „un efort surprinzător de mic ce reprezintă muzica pop, concentrându-se pe calitățile de compozitor ale lui Mars”.

### Performanța în clasamente
În săptămâna din 29 mai 2010, It's Better If You Don't Understand a debutat pe locul nouăzeci și nouă în Billboard 200, rămânând în clasament pentru o singură săptămână. EP-ul a reușit să ajungă pe poziția treisprezece în Billboard Digital Albums. It's Better If You Don't Understand a intrat și în clasamentul britanic, unde a atins poziția nouăzeci și șapte în săptămâna din 28 august 2010.

## Ordinea pieselor pe disc
- Toate piesele au fost compuse și produse de The Smeezingtons.

| Nr. | Titlu                                                | Autor(i) | Producător(i)    | Lungime |  |
| 1.  | „Somewhere in Brooklyn”                              | Bruno Mars, Philip Lawrence, Ari Levine                                                                              | The Smeezingtons | 3:01    |  |
| 2.  | „The Other Side” (împreună cu Cee Lo Green și B.o.B) | Brody Brown, Mike Caren, Patrick Stump, Kaveh Rastegar, John Wicks, Jeremy Ruzumna, Joshua Lopez, Bobby Simmons, Jr. | The Smeezingtons | 3:48    |  |
| 3.  | „Count on Me”                                        | Mars, Lawrence, Levine                                                                                               | The Smeezingtons | 3:16    |  |
| 4.  | „Talking to the Moon”                                | Albert Winkler, Jeff Bhasker                                                                                         | The Smeezingtons | 3:27    |  |

Sursă:

## Credit
| - Bruno Mars — voce, compozitor muzical - Bobby Simmons, Jr. — voce, compunere - Thomas Callaway — voce - The Smeezingtons — voci de fundal, compunere, producție - Keshown Cassell — producție - Albert Winkler — compunere - Jeff Bhasker — compunere | - Mike Caren — compunere - Patrick Stump — compunere - Kaveh Rastegar — compunere - John Wicks — compunere - Jeremy Ruzumna — compunere - Joshua Lopez — compunere - Graham Marsh — inginer de sunet |

## Istoria lansărilor
| Zonă          | Dată           | Casa de discuri   | Format              |
| ------------- | -------------- | ----------------- | ------------------- |
| Statele Unite | 11 mai 2010    | Atlantic, Elektra | descărcare digitală |
| Franța        | 11 august 2010 | Warner            | descărcare digitală |
| Regatul Unit  | 11 august 2010 | Warner            | descărcare digitală |